# Саттар, Абдул
Абдул Саттар (англ. Abdul Sattar; 1931 — 23 июня 2019, Исламабад) — пакистанский государственный деятель. Дважды занимал должность министра иностранных дел государства.

## Биография
Абдул Саттар работал министром иностранных дел в течение трёх месяцев при правлении премьер-министра Моинуддина Ахмада Куреши. До занятия этой должности он служил в качестве посла Пакистана в
Австрии (1975—1978), Индии (1978—1982 и 1990—1992) и Советском Союзе (1988—1990).
Во время второго срока службы на посту министра иностранных дел, Саттару была сделана сложная операция. После этой операции ему было сложно выполнять свои служебные обязанности и он ушёл в отставку по состоянию здоровья. Президент Пакистана Первез Мушарраф принял отставку Абдула Саттара.